# Щербаков Олексій Данилович
Олексій Данилович Щербаков (7 лютого 1894, село Великі Березники Карсунського повіту Симбірської губернії, тепер Великоберезниківського району Мордовії, Російська Федерація — 1954, Ульяновська область, тепер Російська Федерація) — радянський діяч, заступник голови Ради народних комісарів Киргизької РСР. Кандидат у члени ЦВК та ЦК КП(б) Туркменії в 1925—1926 роках. Член ЦВК та ЦК КП(б) Узбекистану в 1926—1930 роках. Член ЦВК Таджикистану. Член Президії ЦВК та Бюро ЦК КП(б) Киргизії в 1930—1937 роках. Член ЦВК СРСР 7-го скликання в 1935—1937 роках.

## Біографія
Народився в родині сільського купця. З 1910 до 1913 року працював репетитором у приватних осіб у Симбірську та Самарі. 
У 1913 році закінчив реальне училище в місті Самарі. У 1913—1916 роках — студент Московського комерційного інституту, навчання не завершив.
З 1916 року — в російській імператорській армії. У 1916 році закінчив 2-у Одеську школу прапорщиків, служив командиром взводу 28-го запасного піхотного полку, прапорщик. З 1917 року — виборний голова полкового комітету 28-го запасного піхотного полку в місті В'язники Владимирської губернії; член комітету Арзамаського піхотного полку; член революційного комітету порту Балтійський. У 1917—1918 роках — виборний член управління військами Північного фронту в містах Псков, Твер та Ярославль.
Член РКП(б) з 1918 року.
У 1918 році — член ревізії Народного комісаріату із військових та морських справ РРФСР у Вологді та Архангельську; командир загону під час придушення повстання лівих есерів у Москві; завідувач фінансової частини, начальник організаційно-масового відділу штабу 6-ї армії РСЧА у Вологді.
У 1918—1920 роках — заступник начальника транспортного відділу Вищої ради народного господарства (ВРНГ) РРФСР.
У 1920—1921 роках — начальник постачання — уповноважений Надзвичайного уповноваженого Ради робітничої і селянської оборони із постачання Червоної армії і флоту РРФСР в Оренбурзі, член колегії Промислового бюро ВРНГ РРФСР по Киргизькій АРСР.
З травня до червня 1921 року — голова Казпромбюро ВРНГ РРФСР. У 1921 році працював інструктором Туркестанської комісії ВЦВК та РНК РРФСР.
У 1921—1922 роках — заступник голови Центральної ради народного господарства Туркестанської АРСР.
У 1922—1923 роках — директор торгової контори Центральної ради народного господарства Туркестанської АРСР у Москві.
У 1923—1924 роках — член правління Туркестанського бавовняного комітету.
У 1924—1926 роках — голова правління бавовняного комітету Туркменської РСР.
У 1926—1928 роках — голова правління бавовняного комітету Узбецької РСР.
У 1928—1930 роках — уповноважений Головного бавовняного комітету Народного комісаріату землеробства СРСР по Середній Азії у місті Ташкенті. У 1930 році — заступник голови Головного бавовняного комітету Народного комісаріату землеробства СРСР у місті Ташкенті.
У серпні 1930 — 1 серпня 1937 року — заступник голови Ради народних комісарів Киргизької АРСР (з 1936 року — Киргизької РСР). Одночасно з січня 1931 до лютого 1932 року — голова Держплану РНК Киргизької АРСР.
З червня 1932 року — член Середньоазіатської Економічної наради від Киргизької АРСР. У вересні 1932 року обирався головою організаційного бюро Товариства пролетарського туризму та екскурсій Киргизької АРСР.
1 серпня 1937 року рішенням Бюро ЦК КП(б) Киргизії виключений «із ВКП(б) та із членів ЦВК СРСР і уряду».
4 вересня 1937 року заарештований органами НКВС СРСР, перебував у в'язниці. 16 березня 1939 року етапований до Москви. 3 квітня 1939 року постановою Воєнної колегії Верховного суду СРСР справу Щербакова направлено на дослідування. 19 листопада 1939 року звільнений із в'язниці.
27 листопада 1939 року рішенням Бюро ЦК КП(б) Киргизії відновлений у членах ВКП(б).
У 1940—1943 роках — керуючий тресту «Кирторгплодоовоч» у місті Фрунзе Киргизької РСР.
У 1943—1944 роках — народний комісар торгівлі Киргизької РСР.
У 1944—1946 роках — начальник відділу торгівлі промисловими товарами Народного комісаріату торгівлі СРСР.
У 1946—1948 роках — начальник управління «Головзаготплодоторг» Міністерства торгівлі СРСР.
Подальша доля невідома. Помер у 1954 році в Ульяновській області.

## Нагороди
- орден Трудового Червоного Прапора
- медаль